# Franz Werner Kluxen
Franz Werner Kluxen (* 17. März 1888 in Münster; † 1968 ebenda) war vor dem Ersten Weltkrieg ein bedeutender deutscher Kunstsammler der Modernen Kunst und ein Kaufmann.

## Leben und Werk
Franz Werner Kluxen war Sohn wohlhabender Kaufleute. Er besuchte das Gymnasium in Attendorn, wo er Carl Schmitt kennenlernte, mit dem er lebenslang in Kontakt blieb. Er baute schon als junger Mann mit Anfang 20 in kurzer Zeit eine außergewöhnliche Sammlung Moderner Kunst auf. Franz Kluxen kaufte bei Händlern wie Alfred Flechtheim, Wilhelm Uhde und Daniel-Henry Kahnweiler, aber auch direkt bei den Künstlern. Er besaß wenigstens 13 wichtige Werke von Pablo Picasso und damit die hochwertigste deutsche Sammlung des Spaniers in der Vorkriegszeit, so Picasso-Biograf John Richardson. Einzig Leo Steins Picasso-Sammlung in Paris war ähnlich bemerkenswert.
Kluxens Sammelgebiet reichte vom deutschen Expressionismus über den französischen und tschechischen Kubismus bis zum italienischen Futurismus. Er war ein bedeutender Sammler von Marc Chagall und erwarb Bilder von Alexej von Jawlensky, August Macke, Franz Marc, Paul Cézanne, Georges Braque, Wassily Kandinsky, Ernst Ludwig Kirchner, Oskar Kokoschka, Edvard Munch, Vincenc Beneš, Carlo Carrà, André Derain, Emil Filla, Albert Gleizes, Wilhelm Gimmi, Erich Heckel, Hermann Huber, Ernst Ludwig Kirchner, Fernand Léger, Jean Metzinger und Max Pechstein. Hauptwerke verschiedener Künstler, Marcs Füchse sowie Die gelbe Kuh, Carràs Funeral of the Anarchist Galli (Museum of Modern Art), Jawlenskys Turandot, Chagalls Paris durch das Fenster (Solomon R. Guggenheim Museum) sowie Kandinskys Improvisation Nr. 10 befanden sich in seinem Besitz.
„Kluxen war der erste Deutsche, der einen Picasso gekauft hat, wirklich der erste“, schrieb Carl Schmitt in seinen Memoiren über den Jugendfreund, „der immer viel Geld hatte“. Wann genau Kluxen den ersten Picasso erwarb, lässt sich nicht rekonstruieren – es muss 1910 oder 1911 gewesen sein, Picassos Bilder waren zu diesem Zeitpunkt noch bezahlbar. „Ich kann bestätigen, dass Sie mit ihren Käufen, die ich kenne – was vor allem Cézanne, Picasso und Munch anbelangt –, Mordsdusel entwickelt haben, dass sie dieselben just vor der großen Aufwärtsbewegung erworben haben. Ihr Cézanne ist heute ein Vermögen wert, ihr Picasso das doppelte“, schrieb ihm 1912 Alfred Flechtheim.
Einen Teil seiner Sammlung lieh Kluxen der epochemachenden Sonderbundausstellung 1912 in Köln. Ein enger Wegbegleiter in jener Zeit war Herwarth Walden, einer der bedeutendsten Galeristen des 20. Jahrhunderts. Ihm gehörte die Berliner Galerie „Der Sturm“, bei der auf der 54. Ausstellung (im August 1917) 60 Gemälde, Aquarelle und Zeichnungen aus der „Sammlung Kluxen“ gezeigt wurden.
„Eine der besten modernen Sammlungen Deutschlands“, jubelte der Kunstkritiker Theodor Däubler im Berliner Börsen-Courier. Doch der Aufbau der Sammlung verschlang Unsummen. 1917 schrieb die Dichterin Sophie van Leer an den Galeristen Georg Muche: „Ich weiß tatsächlich nicht, was mit der Sammlung wird, wenn Kluxen pekuniär weiter so wirtschaftet.“ Am 8. Oktober 1919 schrieb Georg Alexander Mathéy, ein erfolgreicher Grafiker, an Muche: „Der größte Teil der Sammlung Kluxen ist jetzt käuflich in mein Eigentum übergegangen (mit Ausnahme der Chagalls).“ 1927 folgt eine weitere Verkaufswelle, wie ein Brief Muches an Kluxen belegt: „Um den Verkauf Ihrer Bilder kann ich mich jetzt leicht bemühen. (...) Geben Sie mir doch bitte Bescheid, welche Ihrer Bilder Sie verkaufen wollen.“
Während des Ersten Weltkrieges studierte Kluxen an der Universität München und heiratete zum ersten Mal. Etwa um das Jahr 1920 erfuhr Kluxen über den Maler Fritz Stuckenberg, ebenso später auch andere Künstler der Sturm-Bewegung wie Herwarth Walden und Sophie van Leer, von der Existenz Joseph Anton Schneiderfrankens, des Lehrwerks, des Jakob-Böhme-Bundes und kam in Kontakt mit der Künstlergruppe. Obwohl Franz Kluxen Kontakt zu Künstlern wie Muche hielt, zog er sich Ende der 1920er Jahre weitgehend aus der Kunstszene zurück. 1922 stieg Kluxen ins väterliche Geschäft ein. 1931 heiratete er zum zweiten Mal und zog vorübergehend nach Potsdam. Das Paar hatte zwei Kinder. In seinem Haus in Potsdam gründete Kluxen 1932 eine Freimaurerloge, die sich unter anderem ausdrücklich gegen Rassenhass wendete. Bis 1935 wurde sie von den Nazis verboten. Kluxen wurde offenbar mehrmals von der Gestapo verhaftet und verhört. Chagalls Der Verstorbene (Der Tod) (1911; Verbleib unbekannt) wurde während der Nazizeit als Entartete Kunst aus der Staatlichen Gemäldegalerie in Dresden beschlagnahmt.
Im Zweiten Weltkrieg wurde Kluxen nicht zum Kriegsdienst verpflichtet, er zog mehrmals innerhalb Deutschlands um. Mit seiner dritten Frau führte er nach dem Krieg ein bürgerliches Leben als Geschäftsführer des Kaufhauses Kluxen. „1968 stirbt er, kein einziges Kunstwerk ist in seinem Testament aufgelistet.“